# Acromastigum fimbriatum
Acromastigum fimbriatum là một loài rêu tản trong họ Lepidoziaceae. Loài này được (Stephani) A. Evans miêu tả khoa học lần đầu tiên năm 1934.